# Хардин (округ, Огайо)
Округ Хардин (англ. Hardin County) располагается в штате Огайо, США. Официально образован 1 марта 1833 года. По состоянию на 2010 год, численность населения составляла 32 058 человека.

## География
По данным Бюро переписи США, общая площадь округа равняется 1 218,985 км2, из которых 1 218,337 км2 суша и 0,240 км2 или 0,050 % это водоёмы.

## Население
По данным переписи населения 2000 года в округе проживает 31 945 жителей в составе 11 963 домашних хозяйств и 8 134 семей. Плотность населения составляет 26,00 человек на км2. На территории округа насчитывается 12 907 жилых строений, при плотности застройки около 11,00-ти строений на км2. Расовый состав населения: белые — 97,54 %, афроамериканцы — 0,70 %, коренные американцы (индейцы) — 0,25 %, азиаты — 0,43 %, гавайцы — 0,00 %, представители других рас — 0,23 %, представители двух или более рас — 0,85 %. Испаноязычные составляли 0,78 % населения независимо от расы.
В составе 31,40 % из общего числа домашних хозяйств проживают дети в возрасте до 18 лет, 55,00 % домашних хозяйств представляют собой супружеские пары проживающие вместе, 8,90 % домашних хозяйств представляют собой одиноких женщин без супруга, 32,00 % домашних хозяйств не имеют отношения к семьям, 26,50 % домашних хозяйств состоят из одного человека, 10,80 % домашних хозяйств состоят из престарелых (65 лет и старше), проживающих в одиночестве. Средний размер домашнего хозяйства составляет 2,51 человека, и средний размер семьи 3,03 человека.
Возрастной состав округа: 24,30 % моложе 18 лет, 15,40 % от 18 до 24, 26,00 % от 25 до 44, 21,30 % от 45 до 64 и 21,30 % от 65 и старше. Средний возраст жителя округа 33 лет. На каждые 100 женщин приходится 95,90 мужчин. На каждые 100 женщин старше 18 лет приходится 92,70 мужчин.
Средний доход на домохозяйство в округе составлял 34 440 USD, на семью — 42 395 USD. Среднестатистический заработок мужчины был 33 393 USD против 21 695 USD для женщины. Доход на душу населения составлял 16 200 USD. Около 8,90 % семей и 13,20 % общего населения находились ниже черты бедности, в том числе — 15,20 % молодежи (тех, кому ещё не исполнилось 18 лет) и 11,90 % тех, кому было уже больше 65 лет.